# Titz
Pour le compositeur allemand, voir Anton Ferdinand Titz.
Titz est une commune de Rhénanie-du-Nord-Westphalie (Allemagne), située dans l'arrondissement de Düren, dans le district de Cologne, dans le Landschaftsverband de Rhénanie.